# 菊とギロチン
『菊とギロチン』（きくとギロチン）は、2018年7月7日に公開された瀬々敬久監督による日本映画。

## 概要
関東大震災後の大正時代末期を舞台に、当時実在した女相撲の力士たちとアナキスト集団「ギロチン社」がもし出会っていたらというフィクションを描く。発表当初「女相撲とアナキスト」という副題がついていたが、それを抜いた『菊とギロチン』が正式名となった。
本作は一般人による1口50万円の出資金が製作に使用され、配給と宣伝の費用はクラウドファンディングにより2018年4月23日から公開直前の同年7月6日まで集められた。
釜山国際映画祭の第19回アジアン・プロジェクト・マーケットに選出されている。
本作の脚本を原作とした栗原康による書籍『菊とギロチン やるならいましかねぇ、いつだっていましかねぇ』がタバブックスより2018年7月12日に発売され、7月15日には東京の下北沢B&Bで、7月25日には都内で刊行記念トークイベントが開かれた。

## ストーリー
人々が貧困にあえぎ社会に不穏な空気が漂っていた大正時代末期、女相撲の一座である「玉岩興行」が東京近郊にやって来る。女だからという理由で様々な困難を抱えた彼女たちの中には、夫からの暴力に逃げてきた新人力士の花菊もいた。ただ「自分の力で強くなりたい」という思いで相撲を始めた花菊は厳しい稽古を積んでいく。そんな彼女たちは、社会を格差のない平等な社会に変えたいと夢を掲げるアナキスト・グループ「ギロチン社」の若者たちと出会う。時代に翻弄されながらも彼らは次第に心を通わせていく。

## キャスト
- 花菊ともよ：木竜麻生
- 十勝川たまえ：韓英恵
- 中濱鐵：東出昌大
- 古田大次郎：寛一郎
- 玉椿みつ：嘉門洋子
- 小桜はる：山田真歩
- 勝虎かつ：大西礼芳
- 梅の里つね：前原亜希
- 若錦まき：仁科あい
- 羽黒桜まつ：田代友紀
- 小天龍よし：持田加奈子
- 与那国うし：播田美保
- 日照山きよ：和田光沙
- 最上川せん：背乃じゅん
- 2代目小桜：原田夏帆
- 三治：嶺豪一
- 岩木玉三郎：渋川清彦
- 倉地啓司：荒巻全紀
- 河合康左右：池田良
- 仲喜一：木村知貴
- 小川義雄：飯田芳
- 田中雄之進：小林竜樹
- 小西次郎：小水たいが
- 内田源太郎：伊島空
- 茂野栄吉：東龍之介
- 大杉栄：小木戸利光
- 和田久太郎：山中崇
- 村木源次郎：井浦新
- 飯岡大五郎：大西信満
- 佐吉：川本三吉
- キチジ：高野春樹
- 栄太：中西謙吾
- 田中半兵衛：嶋田久作
- 正力松太郎：大森立嗣
- 丸万：菅田俊
- 森本一雄：宇野祥平
- 定生：篠原篤
- 坂田勘太郎：川瀬陽太
- 水島：渡辺謙作
- 魚売の音弥：鈴木卓爾
- 金善姫：中田彩葉
- ハツ：松山カオル
- 佐吉の父：飯島大介
- 警官：吉岡睦雄
- 願人坊主：下元史朗
- ジェンベ奏者：奈良大介
- 甘粕五郎：柴田一樹
- 庄司乙吉：西村達也
- スリ：中村修人
- 春子（半兵衛の賄い女）：上木椛

## スタッフ
- 監督 - 瀬々敬久
- 脚本 - 相澤虎之助、瀬々敬久
- プロデューサー - 坂口一直、石毛栄典、浅野博貴、藤川佳三
- 撮影 - 鍋島淳裕
- 照明 - かげつよし
- 美術監修 - 磯見俊裕、馬場正男
- 美術 - 露木恵美子
- 録音 - 高田伸也
- 編集 - 早野亮
- 音楽 - 安川午朗
- ナレーション - 永瀬正敏

## 受賞
- 第73回毎日映画コンクール[17]
  - 日本映画優秀賞
  - スポニチグランプリ新人賞（木竜麻生）
- 第33回高崎映画祭[18]
  - 最優秀監督賞（瀬々敬久）
  - 最優秀助演女優賞（韓英恵）
  - 最優秀助演男優賞（東出昌大）
  - 最優秀新進男優賞（寛一郎）
- 第40回ヨコハマ映画祭[19]
  - 監督賞（瀬々敬久）※『友罪』『8年越しの花嫁 奇跡の実話』と合わせての受賞
  - 主演男優賞（東出昌大）※『寝ても覚めても』『OVER DRIVE』と合わせての受賞
  - 最優秀新人賞（木竜麻生）※『鈴木家の嘘』と合わせての受賞
- 第92回キネマ旬報ベスト・テン[20]
  - 日本映画監督賞（瀬々敬久） ※『友罪』と合わせての受賞
  - 脚本賞（相澤虎之助、瀬々敬久）
  - 新人女優賞 （木竜麻生）※『鈴木家の嘘』と合わせての受賞
  - 新人男優賞（寛一郎）
  - 日本映画ベスト・テン第2位
  - 読者選出日本映画ベスト・テン 第6位
- 第28回日本映画批評家大賞
  - 助演男優賞（寛一郎）